# جذم
جذم مركز يتبع محافظة الليث بمنطقة مكة المكرمة، تقع في شمال شرق مدينة الليث بمسافة نحو (70) كم.

## أصل التسمية
بالتحريك والجذم القطع: أرض في بلاد فهم بن عمرو بن قيس عيلان قال قيس بن العيزارة الهذلي يخاطب تأبّط شرّا:
وسكانه اليوم قبيلة بني فهم.

## أنظر
- موقع إمارة مكة المكرمة
- الهيئة العامة للإحصاء السادس عشر 2017 منطقه مكة المكرمة